# Alexander Huber (calciatore)
Alexander Huber (in tagico Александр Ҳубер?; Leninabad, 25 febbraio 1985) è un ex calciatore tagiko con cittadinanza tedesca, di ruolo difensore.

## Carriera

### Club
Ha giocato nella prima e nella seconda divisione tedesca.

### Nazionale
Ha partecipato ai Mondiali Under-20 del 2005 con la nazionale tedesca di categoria. Nel 2017 ha invece giocato una partita (nelle qualificazioni alla Coppa d'Asia del 2019) con la nazionale del Tagikistan.

## Statistiche

### Cronologia delle presenze e reti in nazionale
| Cronologia completa delle presenze e delle reti in nazionale ― Tagikistan | Cronologia completa delle presenze e delle reti in nazionale ― Tagikistan | Cronologia completa delle presenze e delle reti in nazionale ― Tagikistan | Cronologia completa delle presenze e delle reti in nazionale ― Tagikistan | Cronologia completa delle presenze e delle reti in nazionale ― Tagikistan | Cronologia completa delle presenze e delle reti in nazionale ― Tagikistan | Cronologia completa delle presenze e delle reti in nazionale ― Tagikistan | Cronologia completa delle presenze e delle reti in nazionale ― Tagikistan |
| Data                                                                      | Città                                                                     | In casa                                                                   | Risultato                                                                 | Ospiti                                                                    | Competizione                                                              | Reti                                                                      | Note                                                                      |
| ------------------------------------------------------------------------- | ------------------------------------------------------------------------- | ------------------------------------------------------------------------- | ------------------------------------------------------------------------- | ------------------------------------------------------------------------- | ------------------------------------------------------------------------- | ------------------------------------------------------------------------- | ------------------------------------------------------------------------- |
| 13-6-2017                                                                 | Dušanbe                                                                   | Tagikistan                                                                | 2 – 3                                                                     | Filippine                                                                 | Qual. Coppa d'Asia 2019                                                   | -                                                                         | 45’                                                                       |
| Totale                                                                    |                                                                           | Presenze                                                                  | 1                                                                         |                                                                           | Reti                                                                      | 0                                                                         |                                                                           |